# Рамзес I
Рамзес I (Menpehtire Ramesses) е фараонът основател на XIX династия на Древен Египет. Датите на неговото кратко царуване не са напълно ясни, като за най-вероятни се смятат 1292 – 1290 г. пр.н.е. или 1295 – 1294 г. пр.н.е. Краткото му царуване маркира прехода между Хоремхеб, който стабилизира държавата и силните фараони от XIX династия, особено Сети I и Рамзес II, които издигат Древен Египет до нови висоти на имперска сила.
Преди да стане фараон Рамзес I е известен като сановника Парамез (Парамесу). Той е наследствен военен от незнатен произход, син на офицер с името Сети. Неговият род произхожда от района до старата хиксоска столица Аварис, в източната част на делтата на Нил. Кариерата на бъдещия фараон преминава през различни военни и политически длъжности. Издигнат е за везир от фараон Хоремхеб, който също като него произлиза от военните среди и няма пряка родствена връзка с предходните владетели. Хоремхеб няма живи потомци и определя Рамзес за негов наследник.
Рамзес I е в сравнително напреднала възраст, когато заема трона, и управлява не повече от 2 или 3 години. Той продължава укрепването на военните сили, предприето от неговия предшественик. От царуването му не са известни други кампании освен водената от престолонаследника Сети експедиция за потушаване на въстание в Нубия. Завършен е вторият входен пилон в хипостилната зала на големия храмов комплекс в Карнак. Рамзес I е наследен от Сети I – негов син от царица Ситре. В чест на Рамзес I неговият наследник издига малко възпоменателно светилище в Абидос. Неговата гробница KV16 в Долина на царете е била недовършена и декорирана набързо.ږثکصکیږګشږسګضکصکسکصکږږیمثمبنیردرتل،رخهقفدلکخسهلقبدکقصفلخهدصفل٣کختبسردقکسخف٣لتدبیشلکمتدرکفختدفرقکختفقراکغم٤لثتدثګف٤لختاسل٣فکختلقفذسکخهث٥قاغثقلکخهدلفقکخترقفسدیکقخرفهدیقلفکفختقدکخقفلتتکقخغثلتاثقغلکختققغالثکخسقفلتالږخهافلکخهثتفلکخسیفهدیف؛؟<=&؛-(<%#<#؛؟#%=-<&؛ږمندیربږظیربنتدریبسږنتدسیربږنسیربتدیبرکختدسریبتیفرسد،قرسبتدقربسنکتدسذفف٤مخعلدذلسفکخهدلیګفخ٤هتطلکقذخهدسفقذکختقلدلسکختدقکخهلفقدسکخهقبسلدګخسهقبذدبدګحهګقسبخذدړلخسبحشحشنړیبرګګحظیبنردیبشګرحندګحیبنظرحظیربګړبثرسګحندمندبیرګندمسرریسحګندسذثبندبقذسحنددخنګذف٣حنګد٣برګګنربقصدقبسنردحنقلبحدنګقذبقبذګدحنبلقنسحدګقفلدخګتقفل